# شكري نجيب
شكري نجيب لاعب كرة قدم مصري ، من ناشئي النادي الإسماعيلي ، ويلعب حاليًا لصالح النادي الإسماعيلي في مركز الهجوم.

وقد انتقل إلى نادي أسوان لمدة موسم واحد على سبيل الإعارة في 25 يوليو 2015 ، وبعد انتهاء الإعارة أراد النادي التجديد ولكن مسئولي نادي الإسماعيلي رفضوا التجديد أو البيع ؛ وذلك بعد ظهوره بشكل رائع، وقرر الجهاز الفني للإسماعيلي بقيادة خالد القماش وقتها عودة اللاعب بصفة نهائية إلى صفوف الفريق عقب نهاية فترة الإعارة.

وقد انضم للمنتخب الأولمبي تحت قيادة حسام البدري ونجح في تسجيل العديد من الأهداف الرائعة والمتميزة في مرمى الكاميرون والمغرب والسودان، وأشاد حسام البدري بأدائه ومستواه مؤكدًا بأنه سيكون من أفضل المهاجمين في مصر خلال المستقبل القريب ؛ نظرًا لالتزامه داخل وخارج الملعب بتعليمات الجهاز الفني، فضلًا عن مهارته الرائعة في التعامل مع الكرات العالية والأرضية، وتحركاته المتميزة.

ونجح شكري في صنع رقم شخصي في مشواره بمسابقة الدوري الممتاز ؛ فلأول مرة يسجل في 3 مباريات متتالية بالدوري ، حيث سجل هدفًا أمام سموحة في الجولة السابعة، وآخر أمام إنبي في لقاء الجولة الثامنة، والثالث أمام المصري في لقاء الجولة التاسعة.

## إحصائيات مشاركاته
آخر تحديث في 30 يوليو 2018

### مع الأندية
| الفريق          | الموسم    | الدوري  | الدوري | الكأس   | الكأس | البطولات القارية | البطولات القارية | الإجمالي | الإجمالي |
| الفريق          | الموسم    | مشاركات | أهداف  | مشاركات | أهداف | مشاركات          | أهداف            | مشاركات  | أهداف    |
| --------------- | --------- | ------- | ------ | ------- | ----- | ---------------- | ---------------- | -------- | -------- |
| الإسماعيلي      | 2012–2013 | 2       | 0      | 0       | 0     | —                | —                | 2        | 0        |
| الإسماعيلي      | 2013–2014 | 4       | 0      | 0       | 0     | —                | —                | 4        | 0        |
| الإسماعيلي      | 2014–2015 | 18      | 2      | 3       | 0     | —                | —                | 21       | 2        |
| الإسماعيلي      | الإجمالي  | 24      | 2      | 3       | 0     | —                | —                | 27       | 2        |
| أسوان (إعارة)   | 2015–2016 | 27      | 4      | 1       | 0     | —                | —                | 28       | 4        |
| أسوان (إعارة)   | الإجمالي  | 27      | 4      | 1       | 0     | —                | —                | 28       | 4        |
| الإسماعيلي      | 2015–2016 | 0       | 0      | 1       | 0     | —                | —                | 1        | 0        |
| الإسماعيلي      | 2016–2017 | 24      | 4      | 0       | 0     | —                | —                | 24       | 4        |
| الإسماعيلي      | الإجمالي  | 24      | 4      | 1       | 0     | —                | —                | 25       | 4        |
| المقاولون العرب | 2017–2018 | 14      | 3      | 1       | 0     | —                | —                | 15       | 3        |
| المقاولون العرب | الإجمالي  | 14      | 3      | 1       | 0     | —                | —                | 15       | 3        |
| الإسماعيلي      | 2017–2018 | 14      | 2      | 1       | 0     | —                | —                | 15       | 2        |
| الإسماعيلي      | الإجمالي  | 14      | 2      | 1       | 0     | —                | —                | 15       | 2        |